# Fritto (personaggio)
Fritto (in originale: Frylock) è uno dei protagonisti della serie animata statunitense Aqua Teen Hunger Force, creata da Matt Maiellaro e Dave Willis. Il personaggio è comparso in varie opere tratte dalla serie animata, in diversi videogiochi, album e nei lungometraggi Aqua Teen Hunger Force Colon Movie Film for Theaters del 2007 e Aqua Teen Forever: Plantasm del 2022, oltre ad apparire costantemente durante eventi e bumper del blocco televisivo Adult Swim di Cartoon Network. Nel doppiaggio originale è interpretato da Carey Means, mentre nell'adattamento italiano è doppiato da Fabrizio Russotto.
È una scatola di patatine fritte antropomorfa che convive con Frullo e Polpetta, coi quali ha formato il collettivo "Aqua Teen Hunger Force". Il più intelligente del gruppo, è spesso razionale e protettivo nella figura di padre che rappresenta per Polpetta. Di solito salva i suoi fratelli, Frullo e Polpetta, da vari pericoli. La sua capacità intellettuale proviene da un diamante blu posto sulla schiena, che gli conferisce a detta sua il "potere di un migliaio di soli". 
È apparso originariamente nello script di un episodio di Space Ghost Coast to Coast, in seguito rielaborato come Baffler Meal e trasmesso nel 2003. Ha fatto la sua prima apparizione ufficiale nel primo episodio di Aqua Teen Hunger Force, Rabbot.